# Byggmästarparken

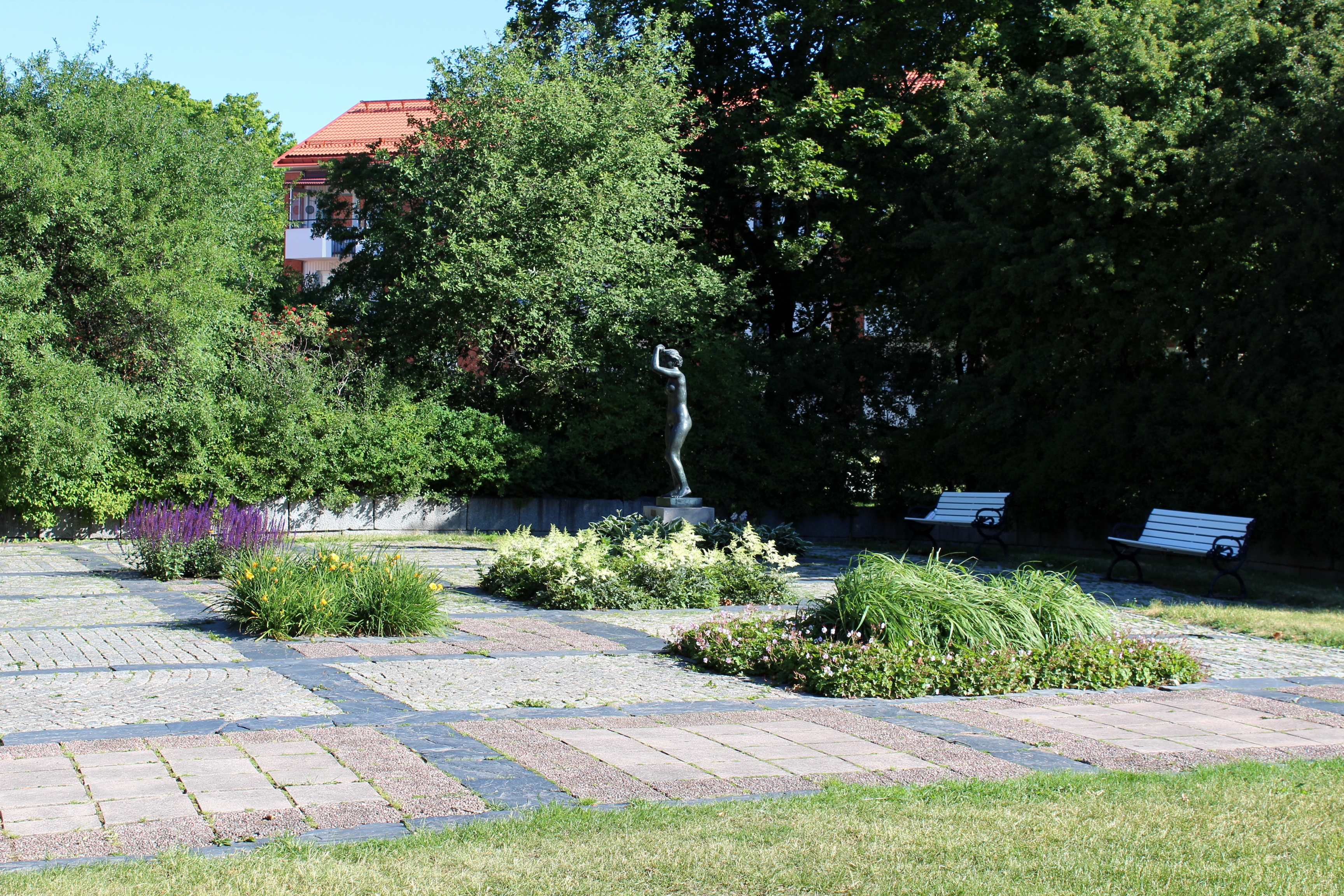
Del av parken med skulpturen Flora.

Byggmästarparken är en kvarterspark i stadsdelen Salabacke i Uppsala. Beslut om vad parken skulle heta togs 1954-06-18. 2008 förnyades belysningen för att öka tryggheten och användningen av parken. I parken finns gräsmattor, träd, blommor och en lekplats.